# Tadeusz Żarnecki

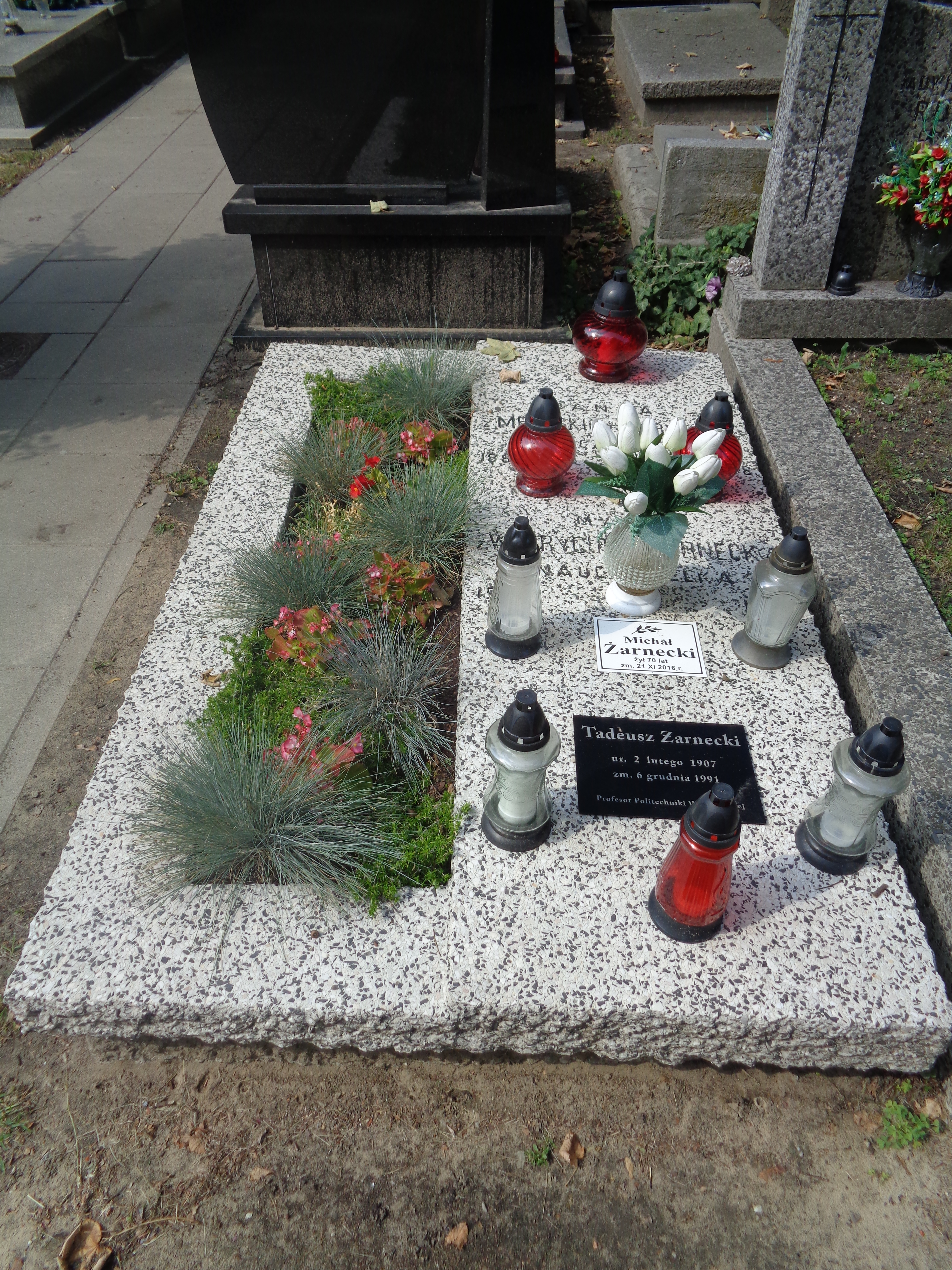
Grób Tadeusza Żarneckiego na cmentarzu Wojskowym na Powązkach

Tadeusz Marian Żarnecki (ur. 2 lutego 1907 w Krakowie, zm. 6 grudnia 1991 w Warszawie) – polski naukowiec, profesor Politechniki Warszawskiej.

## Życiorys
Urodził się w rodzinie Stanisława, artysty malarza, i Anny Marii z Meduskich (1882–1948), absolwentki UJ z 1904 r., nauczycielki. Do szkoły powszechnej uczęszczał we Lwowie. Od roku 1915 należał do harcerstwa. Jako harcerz uczestniczył w obronie Lwowa, a w Łodzi organizował kolonie letnie dla biedoty żydowskiej. W 1926 ukończył gimnazjum matematyczno-przyrodnicze  w Łodzi. W latach 1926–1932 studiował na Wydziale Elektrycznym Politechniki Warszawskiej, działał w Bratniaku i należał do lewicowej organizacji „Życie”. Dyplom inżyniera elektryka uzyskał po odbyciu służby wojskowej w Szkole Podchorążych Rezerwy Łączności w Zegrzu (1934). Na stopień podporucznika rezerwy został mianowany ze starszeństwem z 1 stycznia 1935 i 82. lokatą w korpusie oficerów łączności.
Pracę zawodową rozpoczął w 1934 w Wytwórni Maszyn Elektrycznych „Elektrobudowa” SA w Łodzi, produkującej silniki indukcyjne o mocach 0,2-100 KM, prądu stałego o mocach 0,5-10 KM i transformatory do 10 MVA i 66 kV. Po dwóch latach przeniósł się do Fabryki Aparatów Elektrycznych K. Szpotański, gdzie do wybuchu wojny w 1939 r. pracował jako konstruktor, a następnie kierownik jednego z działów montażowych.
Podczas wojny obronnej we wrześniu 1939 r. walczył w obronie Warszawy, został odznaczony Krzyżem Walecznych, a następnie, do końca wojny, przebywał w oficerskich obozach jenieckich, m.in. w Woldenbergu. Brał udział w pracach Koła Zagadnień Zawodowych, wykładając na kursach elektrotechnikę samochodową oraz maszyny elektryczne. Jednocześnie był kierownikiem oświetlenia w teatrze obozowym.
Po powrocie do kraju w maju 1945 został mianowany naczelnym dyrektorem-organizatorem Centralnego Zarządu Przemysłu Elektrotechnicznego podległego Ministerstwu Przemysłu jako organu kierującego całością przemysłu elektrotechnicznego, teletechnicznego i radiotechnicznego. Przemysł elektrotechniczny, którego fabryki zgrupowane były głównie w Warszawie poniósł w czasie wojny wielkie straty, a jego zdolność produkcyjna w chwili wyzwolenia nie przekraczała 23% poziomu przedwojennego. Do tego dochodziły ogromne straty w ludziach oraz zniszczenia części dokumentacji. W roku 1949 przeniósł się na stanowisko wicedyrektora do Biura Elektryfikacji Kolei, gdzie opracowywano plany elektryfikacji, wyposażenia oraz taboru głównych linii kolejowych, przede wszystkim pierwszej linii Warszawa-Katowice. W grudniu 1950 r. został przeniesiony do Biura Projektów „Prozamet”, gdzie jako generalny projektant zajmował się projektowaniem zakładów przemysłu elektrotechnicznego.
W sierpniu 1950 r. rozpoczął pracę w Wieczorowej Szkole Inżynierskiej (WSI) NOT w Warszawie jako p.o. samodzielnego pracownika nauki. W roku akademickim 1950/1951 był dziekanem Wydziału Elektrycznego, a od 1951 roku do końca istnienia WSI jako samodzielnej jednostki, pełnił funkcję rektora. W styczniu 1955 r. CKK (Centralna Komisja Kwalifikacyjna) nadała mu tytuł docenta oraz samodzielnego pracownika nauki. W czasie pracy w WSI prowadził wykłady z zakresu automatyki i napędu elektrycznego na Wydziale elektrycznym, a także wykłady zlecone na sekcji dźwignic Wydziału Mechanicznego. Profesorem nadzwyczajnym został mianowany w grudniu 1964 r.
W 1966 r. został mianowany przez ministra szkolnictwa wyższego Henryka Golańskiego kierownikiem Katedry Elektrotechniki Przemysłowej na Wydziale Elektrycznym Politechnice Warszawskiej. Wykładał napędy elektryczne i podstawy automatyki. W 1970, w ramach reorganizacji Politechniki, katedra ta weszła w skład nowo powstałego Instytutu Maszyn Elektrycznych.
W czerwcu 1953 r. rozpoczął równolegle pracę w Zakładzie Maszyn i Napędów Elektrycznych Instytutu Elektrotechniki (IEL), a po jego reorganizacji w nowym Zakładzie Zautomatyzowanych Napędów jako kierownik pracowni. Do ważniejszych prac wykonanych przez jego pracownię należą: projekt i nadzór autorski nad realizacją laboratorium badawczego maszyn elektrycznych i układów pomiarowych zasilanych z kilku źródeł energią elektryczną o regulowanych parametrach, zdalnym sterowaniu i regulacji oraz projekt i nadzór autorski przy uruchamianiu zautomatyzowanego układu napędowego pieca obrotowego Cementowni Saturn (prototyp dla cementowni eksportowych). Z Instytutu Elektrotechniki został zwolniony 30 czerwca 1966 r. wobec wydanego przez Ministerstwo zakazu pracy na dwóch pełnych etatach. Jego praca na uczelni i w IEL szła w dwóch kierunkach: naukowo-technicznym w dziedzinie automatyki i napędów elektrycznych i organizacyjno-dydaktycznym, związanym z rozwojem wyższego szkolnictwa dla pracujących. W tym zakresie współdziałał przy uruchamianiu studiów zaocznych dla pracujących oraz działał w sekcji technicznej Rady Głównej Szkolnictwa Wyższego i jako członek komisji partyjno-rządowej w Radzie Głównej NOT. Opracował w tym czasie projekt organizacyjny Ośrodka Metodycznego i Wydawniczego studiów dla pracujących.
Na podkreślenie zasługuje jego praca w SEP, a następnie w NOT. Do SEP wstąpił w roku 1934. Był członkiem Komisji Przepisowej nr VIII „Izolatory, napięcia i prądu” w podkomisji „Izolatory wysokiego napięcia i próby udarowe”. Po powrocie z niewoli na początku roku 1946, został dokooptowany do Tymczasowego Zarządu Głównego SEP z racji lewicowych poglądów. W roku 1946 brał udział w organizowaniu NOT, jako członek założyciel. Był rzecznikiem ścisłej współpracy SEP z NOT i zwolennikiem dostosowania statutu SEP do wymagań NOT. W okresie od grudnia 1947 r. do kwietnia 1949 r. wybrany był do ZG SEP, a następnie pełnił funkcję wiceprezesa (1949–1950), prezesa (1950–1951) i ponownie wiceprezesa (1951–1953), a w latach 1953–1957 – członka ZG SEP. Na I Kongresie Techników Polskich (1946 w Katowicach) przewodniczył obradom VIII Sekcji Kongresowej. We wrześniu 1949 na XV Zgromadzeniu SEP pełnił funkcję przewodniczącym Komisji Wnioskowej. Na VIII Zjeździe Delegatów SEP wygłosił przemówienie wstępne na temat historii SEP. W okresie od stycznia 1948 r. do lipca 1957 r. był członkiem komisji ds. realizacji ustawy o stopniu inżyniera, a w latach 1948–1950 – jej przewodniczącym. W okresie od maja 1946 r. do maja 1950 r. (tj. do przejęcia Przeglądu przez WCT NOT) był delegatem ZG w Spółce Wydawniczej „Przegląd Elektrotechniczny”, a w latach 1950–1957 – członkiem kolegium redakcyjnego Przeglądu. Przy NOT zorganizował Polski Komitet Pomiarów i Automatyki (organizację członkowską Międzynarodowej Federacji IFAC) i przez kilka lat był jego prezesem. Od roku 1957 brał udział, jako stały delegat polski, w pracach sekcji nr 8 „Budowa przyrządów i automatyka” Komisji Maszynowej RWPG. Przez wiele lat brał czynny udział w pracach Polskiego Komitetu Normalizacyjnego, będąc od roku 1961 przewodniczącym Głównej Komisji ds. Automatyzacji. Był członkiem Rady Programowej czasopisma „Pomiary, Automatyka, Kontrola”. Na emeryturę przeszedł w roku 1970 w związku z ciężką chorobą żony, ale jeszcze pracował na Politechnice na części etatu do 1981 r.
Był czterokrotnie żonaty, dwukrotnie owdowiał. Z pierwszą żoną Zofią z Jareckich (kustoszem Biblioteki UW) miał trzech synów: Andrzeja (1935–2014), aktora i reżysera, profesora Akademii Muzycznej w Łodzi, Michała (1946–2016), reżysera dźwięku, profesora Akademii Muzycznej w Warszawie, i Piotra (ur. 1948), magistra inżyniera elektronika w Instytucie PPT PAN.
Zmarł 6 grudnia 1991 r. w Warszawie, pochowany na cmentarzu Wojskowym na Powązkach (kwatera A-9-1).

## Ordery i odznaczenia
- Krzyż Oficerski Orderu Odrodzenia Polski (1958)[3]
- Krzyż Kawalerski Orderu Odrodzenia Polski (16 lipca 1946)[4]
- Złoty Krzyż Zasługi (12 lipca 1954)[5]
- Krzyż Walecznych[3] (za 1939)
- Medal 10-lecia Polski Ludowej (19 stycznia 1955)[6]